# KHL Junior Draft 2011
KHL Junior Draft 2011 – trzeci draft do rozgrywek KHL. Łącznie wybrano 134 zawodników (przewidziano 135 wyborów).
Edycja odbyła się 28 maja 2011 w Mytiszczi w hali Mytiszczi Arena.

## Wybrani
Pozycje: B – bramkarz, O – obrońca, N – napastnik

### Runda 1
| #  | Zawodnik (pozycja)         | Państwo   | Klub pochodzenia       | Klub wybierający        |
| -- | -------------------------- | --------- | ---------------------- | ----------------------- |
| 1  | Anton Slepyszew (N)        | Rosja     | Dizel 2 Penza          | Mietałłurg Nowokuźnieck |
| 5  | Jonathan Huberdeau (N)     | Kanada    | Saint John Sea Dogs    | Witiaź Czechow          |
| 7  | Andriej Wasilewski (B)     | Rosja     | Tołpar Ufa             | Saławat Jułajew Ufa     |
| 8  | Michaił Grigorienko (N)    | Rosja     | Krasnaja Armija Moskwa | CSKA Moskwa             |
| 10 | Anders Nilsson (G)         | Szwecja   | Luleå HF               | Dynama Mińsk            |
| 11 | Władisław Namiestnikow (N) | Rosja     | London Knights         | Torpedo Niżny Nowogród  |
| 16 | Gabriel Landeskog (N)      | Szwecja   | Kitchener Rangers      | Saławat Jułajew Ufa     |
| 18 | Artur Haurus (N)           | Białoruś  | HK Nioman 2 Grodno     | Atłant Mytiszczi        |
| 20 | Oscar Klefbom (O)          | Szwecja   | Färjestad BK           | Saławat Jułajew Ufa     |
| 23 | Teuvo Teräväinen (N)       | Finlandia | Jokerit U20            | Łokomotiw Jarosław      |
| 24 | Markus Granlund (N)        | Finlandia | HIFK                   | Saławat Jułajew Ufa     |

### Runda 2
| #  | Zawodnik (pozycja)    | Państwo           | Klub pochodzenia        | Klub wybierający        |
| -- | --------------------- | ----------------- | ----------------------- | ----------------------- |
| 25 | Alex Galchenyuk (N)   | Stany Zjednoczone | Sarnia Sting            | Atłant Mytiszczi        |
| 28 | Zemgus Girgensons (N) | Łotwa             | Dubuque Fighting Saints | CSKA Moskwa             |
| 36 | Miikka Salomäki (S)   | Finlandia         | Kärpät                  | Dynama Mińsk            |
| 41 | Filip Forsberg (N)    | Szwecja           | Leksands IF             | Sibir Nowosybirsk       |
| 43 | Calle Järnkrok (N)    | Szwecja           | Brynäs IF               | Siewierstal Czerepowiec |
| 45 | Miro Aaltonen (N)     | Finlandia         | Blues                   | Atłant Mytiszczi        |

### Runda 3
| #  | Zawodnik (pozycja)        | Państwo   | Klub pochodzenia               | Klub wybierający           |
| -- | ------------------------- | --------- | ------------------------------ | -------------------------- |
| 51 | Christopher Gibson (G)    | Finlandia | Chicoutimi Saguenéens          | Ak Bars Kazań              |
| 58 | Damir Żafiarow (N)        | Rosja     | HK Ryś                         | Mietałłurg Nowokuźnieck    |
| 61 | Nikita Triamkin (O)       | Rosja     | Awtomobilist Jekaterynburg ’94 | Awtomobilist Jekaterynburg |
| 74 | Jonas Brodin (O)          | Szwecja   | Färjestads BK                  | Saławat Jułajew Ufa        |
| 82 | Aleksiej Bieriegłazow (O) | Rosja     | Mietałłurg Magnitogorsk ’94    | Mietałłurg Magnitogorsk    |

### Runda 4
| #  | Zawodnik (pozycja) | Państwo   | Klub pochodzenia | Klub wybierający     |
| -- | ------------------ | --------- | ---------------- | -------------------- |
| 85 | Olli Määttä (O)    | Finlandia | JYP / D Team     | SKA Sankt Petersburg |
| 86 | Elias Lindholm (N) | Szwecja   | Brynäs IF J20    | SKA Sankt Petersburg |

### Runda 5
| #   | Zawodnik (pozycja)             | Państwo | Klub pochodzenia | Klub wybierający    |
| --- | ------------------------------ | ------- | ---------------- | ------------------- |
| 103 | Andriej Mironow (O)            | Rosja   | OHK Dinamo ’94   | OHK Dinamo          |
| 107 | Filipp Pangiełow-Jułdaszew (O) | Rosja   | Tołpar Ufa       | Saławat Jułajew Ufa |
| 109 | Jakub Jeřábek (O)              | Czechy  | HC Pilzno 1929   | HC Lev Poprad       |

### Runda 6
| #   | Zawodnik (pozycja)  | Państwo   | Klub pochodzenia         | Klub wybierający    |
| --- | ------------------- | --------- | ------------------------ | ------------------- |
| 134 | Jyrki Jokipakka (O) | Finlandia | Ilves                    | Awangard Omsk       |
| 133 | Sean Couturier (N)  | Kanada    | Drummondville Voltigeurs | Saławat Jułajew Ufa |